# Eshott
Eshott är en ort i civil parish Thirston, i grevskapet Northumberland i England. Orten är belägen 12 km från Morpeth. Eshott var en civil parish 1866–1955 när det uppgick i Thirston. Civil parish hade 114 invånare år 1951.